# Triazyny
Triazyny – heterocykliczne organiczne związki chemiczne z grupy azyn. Zbudowane są z sześcioczłonowego pierścienia aromatycznego zawierającego trzy atomy azotu, a ich wzór sumaryczny to C
3H
3N
3. Istnieją 3 izomeryczne triazyny:

• 1,2,3-triazyna, CAS
• 1,2,4-triazyna, CAS
• 1,3,5-Triazyna, CAS

Szkielet triazyny występuje w wielu związkach, szczególnie w herbicydach, np. atrazyna.